# Ер-Ріяд (провінція)
Ер-Ріяд (араб. الرياض) — адміністративний округ (раніше провінція або мінтака) в центрі Саудівської Аравії.
- Адміністративний центр — місто Ер-Ріяд, який також є столицею країни.
- Площа — 404240 км², населення — 6777146 чоловік (2010 рік).

## Географія
На північному сході і сході межує з адміністративним округом Еш-Шаркійя (раніше Східна провінція), на півдні з адміністративним округом Наджран, на південному -Захід з адміністративним округом Асір, на заході з адміністративними округами Мекка та Медіна, на північному заході з адміністративними округами Ель-Касим і Хаїль.

## Історія
З 1821 року був центром емірату саудитів.

## Адміністративний поділ

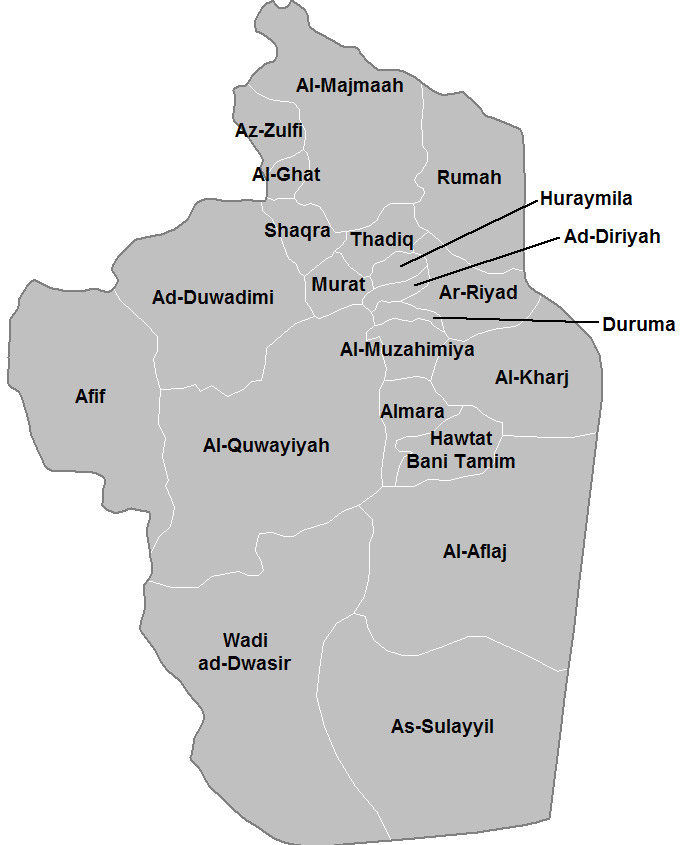
Внутрішній поділ адміністративного округу

Адміністративний округ ділиться на 20 мухафаз (у дужках населення на 2010 рік):
1. Al Riyadh (5254560)
2. Ad Diriyah (73668)
3. Al Kharj (376325)
4. Ad Duwadimi (217305)
5. Al Majmaah (133285)
6. Al Quwayiyah (126161)
7. Wadi Ad Dawasir (106152)
8. Al Aflaj (68201)
9. Azulfi (69201)
10. Shagra (40541)
11. Hawtat Bani Tamim (43300)
12. Афіф (77978)
13. As Sulayyil (36383)
14. Duruma (24429)
15. Al Muzahimiya (39865)
16. Rumah (28055)
17. Thadiq (17165)
18. Huraymila (15324)
19. Al Hariq (14750)
20. Al Ghat (14405)